# 2990 Трімбергер
2990 Трімбергер (2990 Trimberger) — астероїд головного поясу, відкритий 2 березня 1981 року.
Тіссеранів параметр щодо Юпітера — 3,490.